# Ô (латиниця)
Ô, ô (о-циркумфлекс) — графема розширеної латиниці. Використовують у французькій, португальській, в'єтнамській та словацькій абетках.

## Використання
- У французькій мові виникнення Ô, так само як Â та Ê, пояснюється випаданням приголосних в потоці народно-романської мови: hospitalum → hôpital («лікарня»), hostellum → hôtel («ратуша»), rostire → rôtir («підсмажувати»), costa → côte («берег»). Звук о  в цьому випадку закритий: /o/, однак в Південній Франції відмінності відкритості-закритості нерелевантні.
- Португальська мова вживає ô також для позначення закритого звуку о, але без випадаючого за нею приголосного. Їй протиставлена буква Ó, що позначає відкритий звук.
- У словацькій ô позначає дифтонг /u̯o/.
- У В'єтнамській мові використовується  ô  для позначення звука  о , а літера o означає звук  ɔ .

Якщо у французькій та португальській  ô  вважається діакритичним варіантом  о, то у словацькій та в'єтнамській це окрема літера абетки.

## Кодування
| Графема | HTML    | Юнікод | TeX |
| ------- | ------- | ------ | --- |
| Ô       | &Ocirc; | U+00D4 | \^O |
| ô       | &ocirc; | U+00F4 | \^o |